# Nederländska skolan
Nederländska skolorna, holländska skolorna, eller franco-flamländska skolorna, är en beteckning för en flera generationer av nederländska och franska tonsättare vilkas alster intog en ledande ställning i den europeiska musiken under renässansen, räknat från 1420-talet.
Nederländska skolorna hade sin tyngdpunkt i den genom dem skapade kontrapunktiska a cappella-sången med högst konstrik teknik och ofta även stor själfullhet. Ledande män inom var sin generation var Dufay, Okeghem, Josquin des Prez, Adrian Willaert och Orlando di Lasso. Nederländarna hade f.ö. haft märkliga föregångare i fransmännen Machault och Vitry på 1300-talet samt engelsmannen Dunstable i förra hälften av 1400-talet. 
Det blev sedan italienarna som efter mitten av 1500-talet genom den venetianska och den romerska skolan övertog ledningen på tonkonstens fält. 
Tonsättarna i de nederländska skolorna var trots namnet oftast verksamma i andra länder än Nederländerna, framför allt Italien, Tyskland, Frankrike och Spanien. Med boktryckarkonstens intåg fick deras alster stor spridning, och nederländska skolan räknas som den första internationellt spridda stilen i musiken sedan den gregorianska sången. Dess företrädare skrev framför allt mässor, motetter och chansoner.